# Monticola sharpei
El roquero de Sharpe (Monticola sharpei) es una especie de ave paseriforme de la familia Muscicapidae endémica de Madagascar. Fue anteriormente ubicada dentro de la familia Turdidae y se trasladó junto con otros muchos miembros a Muscicapidae. 

## Distribución geográfica yhábitat
Esta ave es endémica de Madagascar. La localidad tipo es el bosque al este de Ambatondrazaka, que a su vez se encuentra al sur del lago Alaotra.
Su hábitat natural son los bosques húmedos tropicales o subtropicales.

## Subespecies
Se reconocen las siguientes:
- Monticola sharpei erythronotus (Lavauden, 1929): norte de Madagascar.
- Monticola sharpei sharpei (Gray, GR, 1871): este de Madagascar.
- Monticola sharpei bensoni Farkas, 1971: sudoeste de Madagascar.